# Cracheur de feu

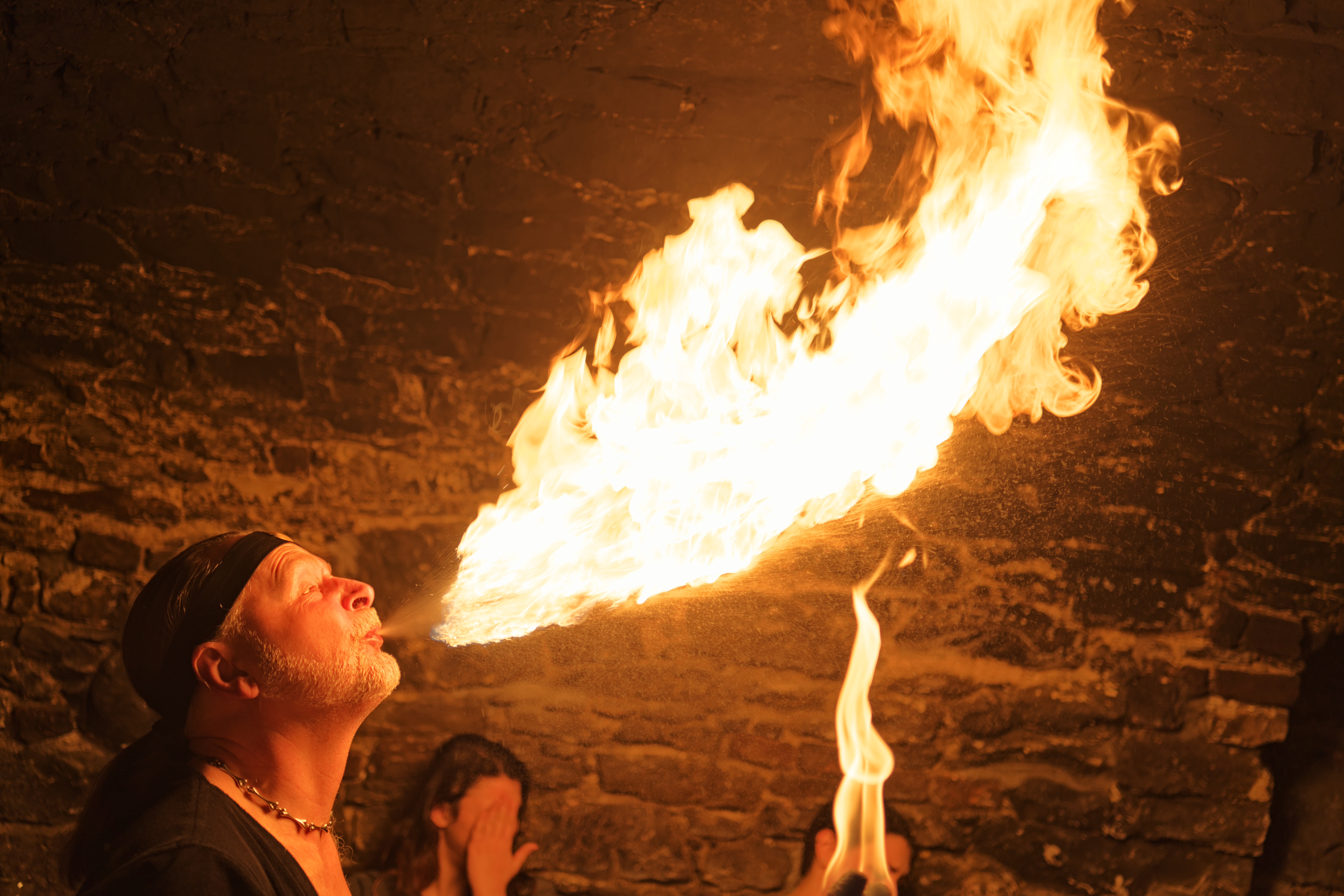
Cracheur de feu en République Tchèque

Un cracheur de feu est un artiste qui, en prenant en bouche un peu de liquide inflammable (eau de feu, pétrole désaromatisé, kerdane, petrane, ou autre) le crache en le « vaporisant » en direction d'une torche. La flamme qui se produit donne l'impression de sortir directement de la bouche du cracheur. Cracher le feu est un des aspects des arts de rue et du cirque. Les bons cracheurs peuvent tenir une flamme plusieurs secondes d'affilée.

## Histoire
Un esclave romain nommé Eunus a utilisé la respiration du feu pour tenter de convaincre ses compagnons d'esclavage qu'il avait des capacités surnaturelles afin qu'ils se révoltent contre les autorités romaines. Pour ce faire, Eunus a caché dans sa bouche une coquille de noix contenant un matériau brûlant.

## Dangers
Cette discipline est dangereuse car elle peut notamment engendrer :
- Brûlure par la chaleur du feu ;
- Inflammation (protection : vêtements ignifugés ou ininflammables, protection des cheveux et des yeux, crème grasse autour de la bouche…) ;
- Ingestion de produits nocifs (se rincer la bouche à l'eau plusieurs fois après avoir craché est indispensable) ;
- Inhalation de gaz nocifs dégagés par la combustion.

Certains cracheurs de feu professionnels cessent cette pratique au profit de l'utilisation de lance-flammes dans le cadre de spectacles de feu. La performance est moins impressionnante mais plus saine et plus durable. Cela reste un instrument non réglementaire et fabriqué de manière artisanale, il persiste donc des risques, notamment en cas de fuite ou de mauvaise utilisation.
Un cracheur de feu peut aussi être atteint d'un type de pneumonie, appelé pneumonie du cracheur de feu.

## Composants d'une torche

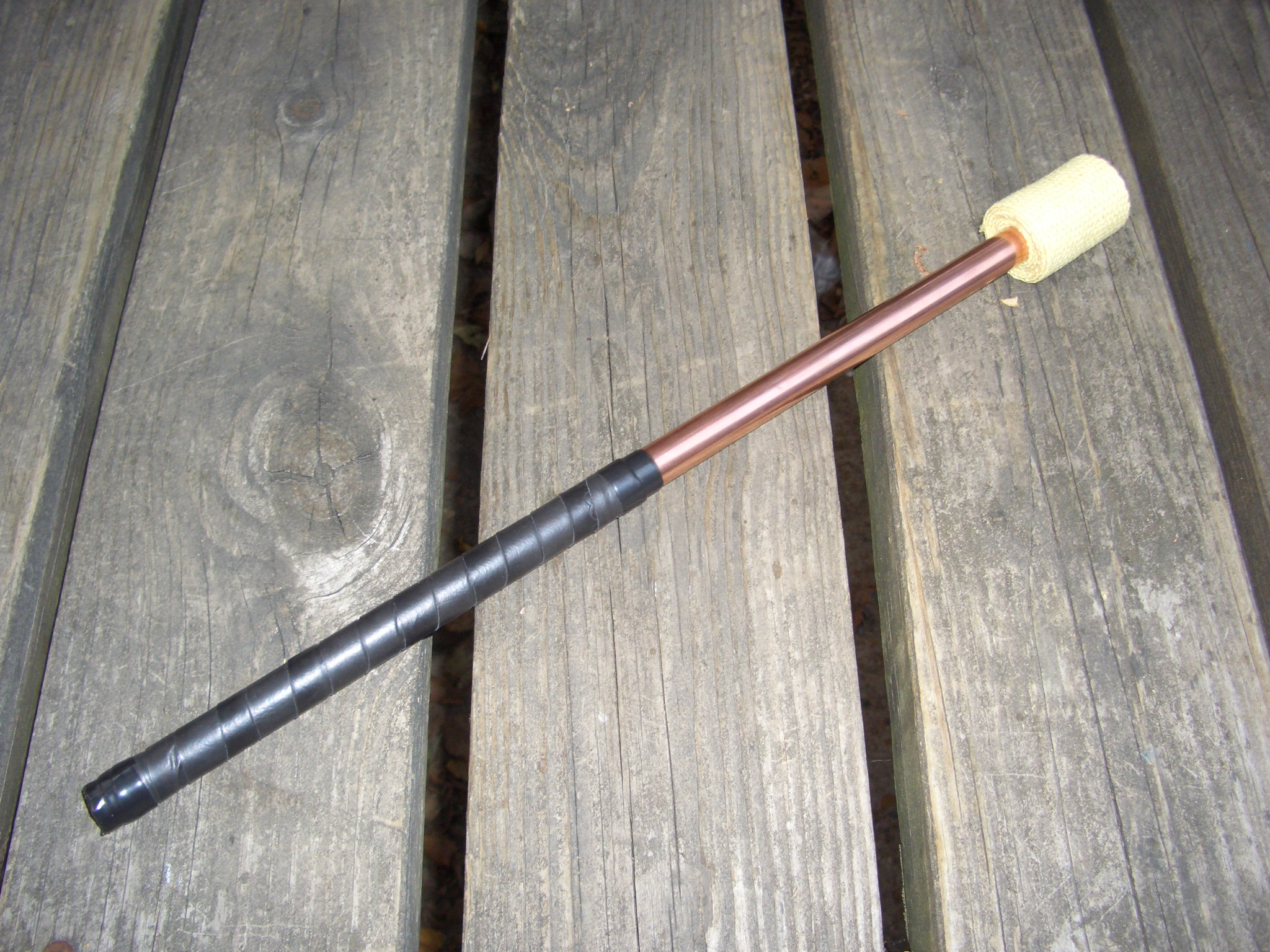
Simple torche utilisée par les cracheurs de feu.

Généralement, la mèche au bout de la torche est faite de Kevlar, un produit très absorbant qui résiste très bien au feu. À l'intérieur du bâton, un morceau d'amiante ou un simple tourillon de bois est installé, pour isoler le métal du feu en supprimant le courant d'air chaud à l'intérieur du tube ; afin que le papier agrippant ne fonde pas et que la main du cracheur ne se brûle pas. Aussi, la mèche est trempée dans le produit inflammable, essorée, puis allumée.

## Produits utilisés

### Produits alimentaires
Les poudres alimentaires (cacao, farine, sucre glace...) ont la particularité, lorsqu'elles sont dispersées, d'être inflammables. Les flammes issues de poudre sont toujours dangereuses : les risques de retour sont plus élevés qu'avec des liquides, car plus légers. Les brûlures sont aussi plus dangereuses : le sucre en fusion colle à la peau.

### Eau de feu
La plupart des jongleurs utilisent du kerdane (pétrole désaromatisé), qui est moins onéreux. L'eau de feu est quasiment inodore, le cracheur ne sait donc pas s’il en a encore dans la bouche et peut l'avaler.

### Pétrole désaromatisé
Le kerdane est un pétrole désaromatisé. L'inhalation éventuelle d'une petite quantité de kerdane dans les poumons provoque une pneumopathie très grave pour le cracheur de feu.
Il est important de se laver les dents après avoir craché, et également de se doucher : en effet le kerdane est un produit nocif pour la peau et les muqueuses, pouvant notamment provoquer rougeurs et éruptions cutanées en cas de contact prolongé. Face au danger de la flamme, le cracheur de feu n'est pas toujours conscient de l'extrême toxicité des vapeurs produites par celle-ci. De nombreux cracheurs ont vécu des épisodes de destruction pulmonaire à la suite d'une respiration trop précoce après la pulvérisation. Un cracheur inhale toujours des vapeurs toxiques produites par la flamme, il doit retenir sa respiration après la pulvérisation jusqu'à combustion complète de la flamme produite, afin de minimiser l'inhalation de vapeurs.

### Paraffine liquide
Certains débutants utilisent la paraffine liquide, un produit moins dangereux qui produit le même effet. Cependant, ce produit provoque de l'urticaire et de la diarrhée. Les symptômes disparaissent au bout de quelques jours. Un usage abusif peut provoquer le développement d'une allergie au produit. Normalement, ce produit sert à fabriquer des chandelles.

## Records du monde
En août 2007, le record de la plus grande passe de respiration de feu a été établi lors du festival Burning Man, dans le désert de Black Rock, au Nevada ; un seul souffle a été transmis à 21 personnes avant que la flamme ne s'éteigne. Le record du monde du nombre de personnes soufflant simultanément du feu a été établi le 23 avril 2009 par 293 étudiants de la ville néerlandaise de Maastricht dans le cadre de l'événement caritatif Ragweek. Le record du monde de la plus haute flamme est de 8,05 m, établi par Antonio Restivo dans un entrepôt de Las Vegas, Nevada, États-Unis, le 11 janvier 2011.
Le plus grand nombre de flammes soufflées en une minute est de 189 (avec ravitaillement) et a été réalisé par Zhu Jiangao (Chine) sur le plateau de CCTV - Guinness World Records Special à Jiangyin, Jiangsu, Chine, le 9 janvier 2015. Le plus grand nombre de flammes consécutives soufflées par une seule bouchée de carburant (sans ravitaillement) est de 387, réalisé par Tobias Buschick (Allemagne) à Neuenbürg, en Allemagne, le 1er août 2015. Le record du plus grand nombre de flammes soufflées en 30 secondes est de 55 (avec ravitaillement) et est détenu par Christopher Campbell alias FenyxFyre (Canada) à London, Ontario, Canada, le 26 janvier 2021.

## En France
La réglementation entourant cette discipline est quasi inexistante et se laisse englober dans des textes généraux, comme pour les règles de sécurité lors d'une prestation.

## Galerie

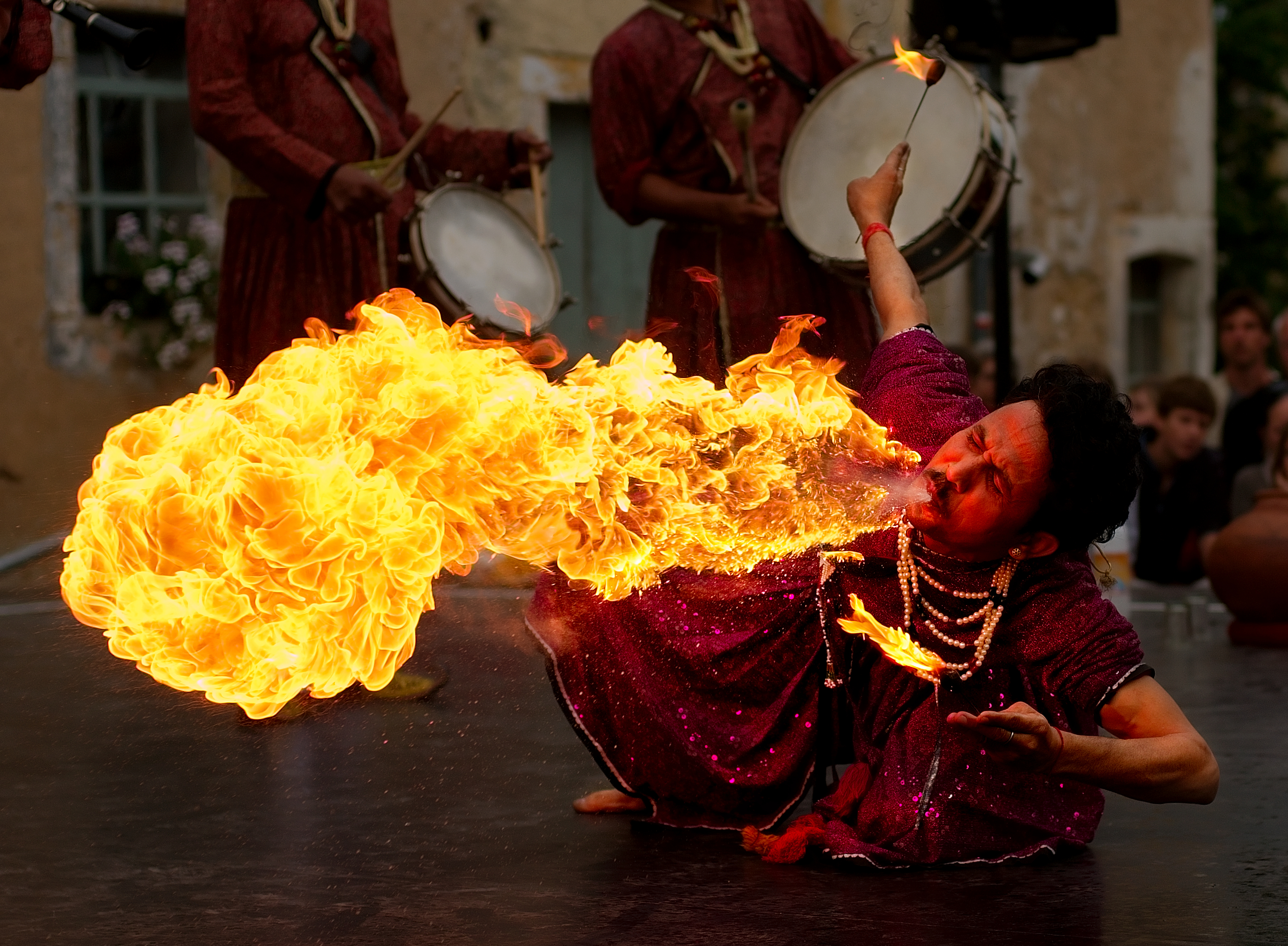
Cracheur de feu de la troupe Jaipur Maharaja Brass Band
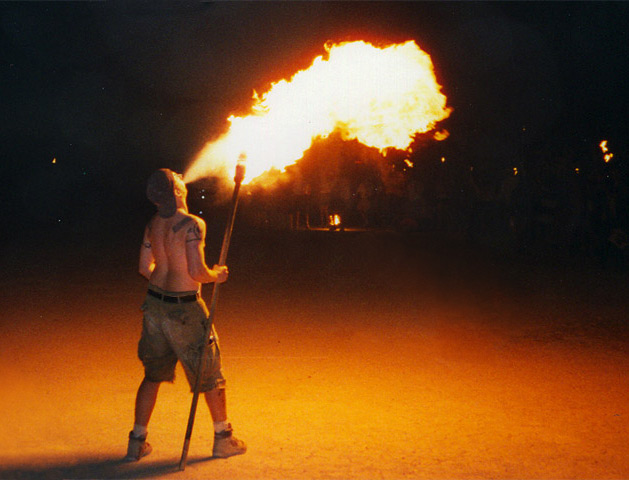
Un cracheur de feu s'exerçant
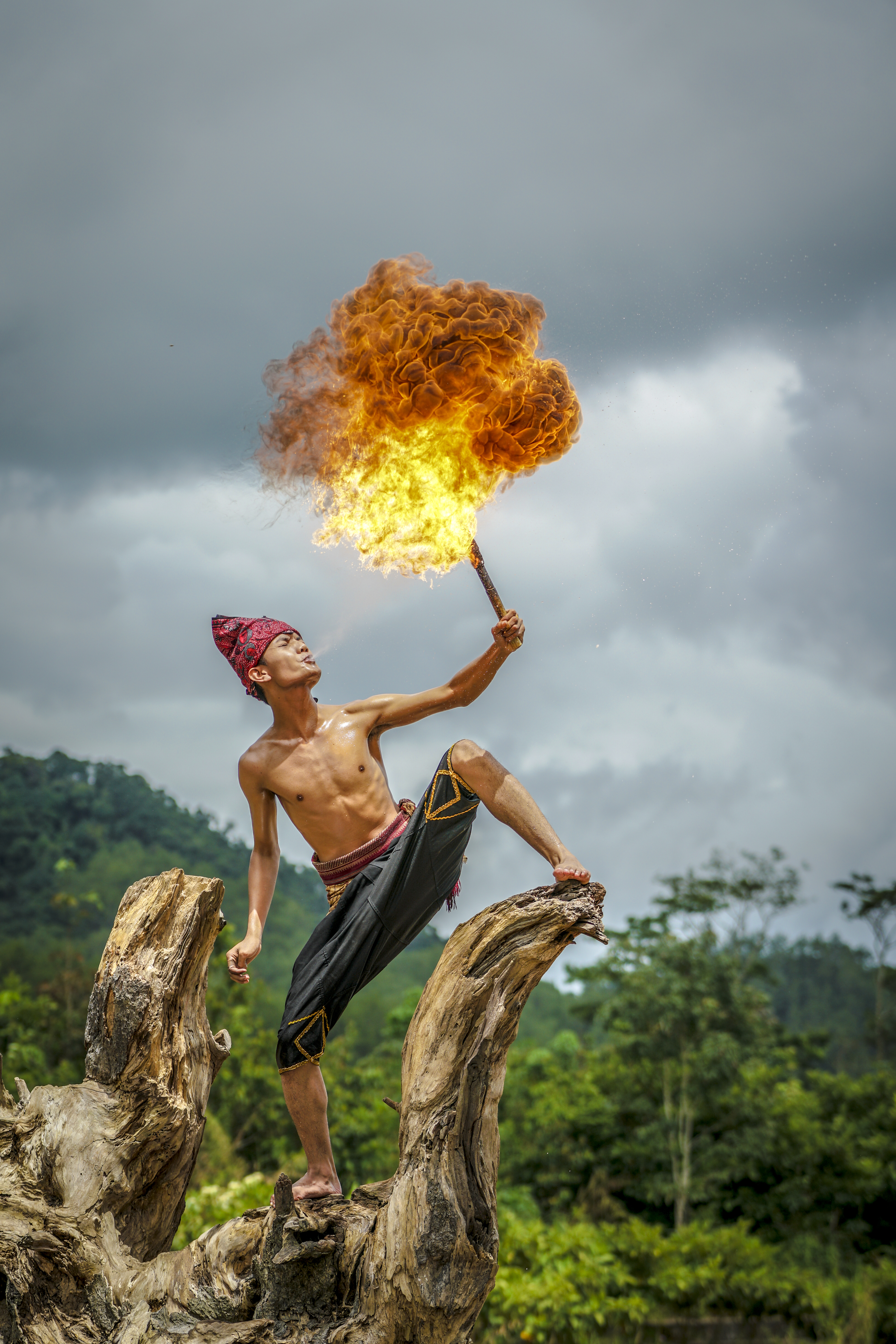
Un cracheur de feu en Indonésie, en mai 2019.
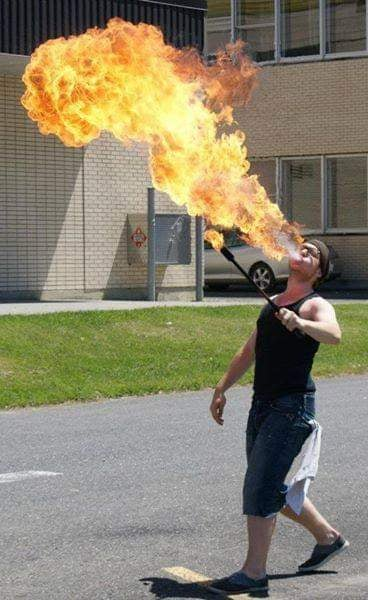
Un cracheur de feu s’exerçant en plein jour .